# Freesat
Freesat è una piattaforma televisiva britannica commerciale e gratuita nata nel maggio del 2003. In questa piattaforma sono disponibili in chiaro i principali canali gratuiti del Regno Unito appartenenti a BBC, ITV, Channel 4, Channel 5 e altri ancora per un totale di 150.